# Piškot

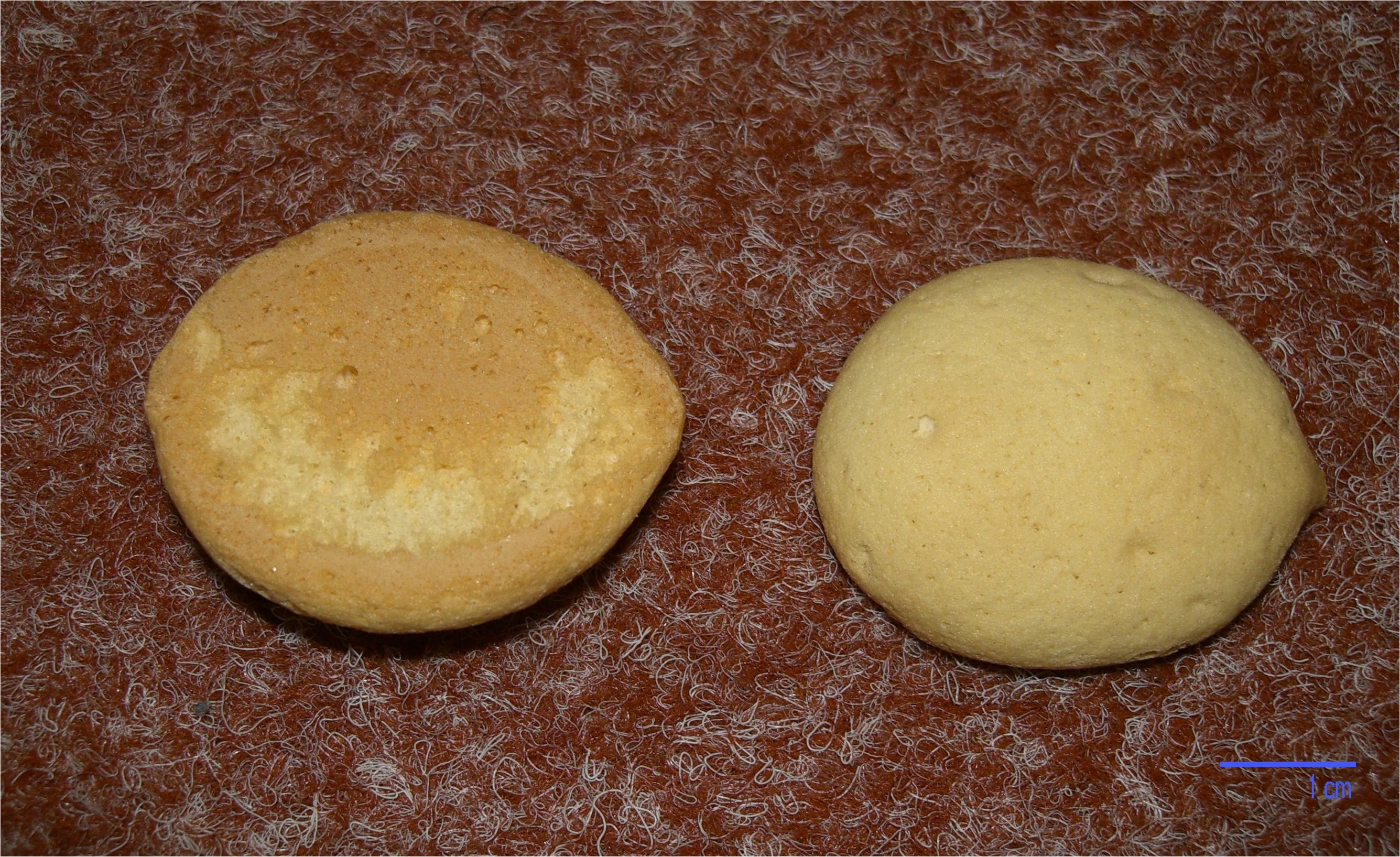
Dva dětské piškoty na koberci

Piškot je název pro různé druhy pečiva připravovaného z piškotového těsta, jehož základem je mouka a vejce. Je hojně využíván v cukrářství, ale má i různé jiné využití. Zvláštním druhem jsou dětské piškoty. České slovo piškot pochází z původního latinského výrazu bis coctus, v překladu dvakrát pečený. Piškoty původně vypadaly spíše jako suchary, které se používaly jako trvanlivá potravina na dlouhé cesty.

## Piškotové těsto
Piškotové těsto se obvykle zadělává z vaječných žloutků s cukrem, do kterých se vmíchává mouka; kypří se sněhem z vaječných bílků. Může být různě doplňováno, například kakaem, sekanými ořechy apod. Peče se lité, často ve formě, není to těsto kynuté.
Používá se k výrobě pečených dortů, v nichž se obvykle spojuje a zdobí několik vrstev piškotu krémem.
Varianta piškotového těsta označovaná jako pan di Spagna je jedním ze základů mnoha italských moučníků, od narozeninových dortů až po legendární zuccotto.

## Cukrářské piškoty

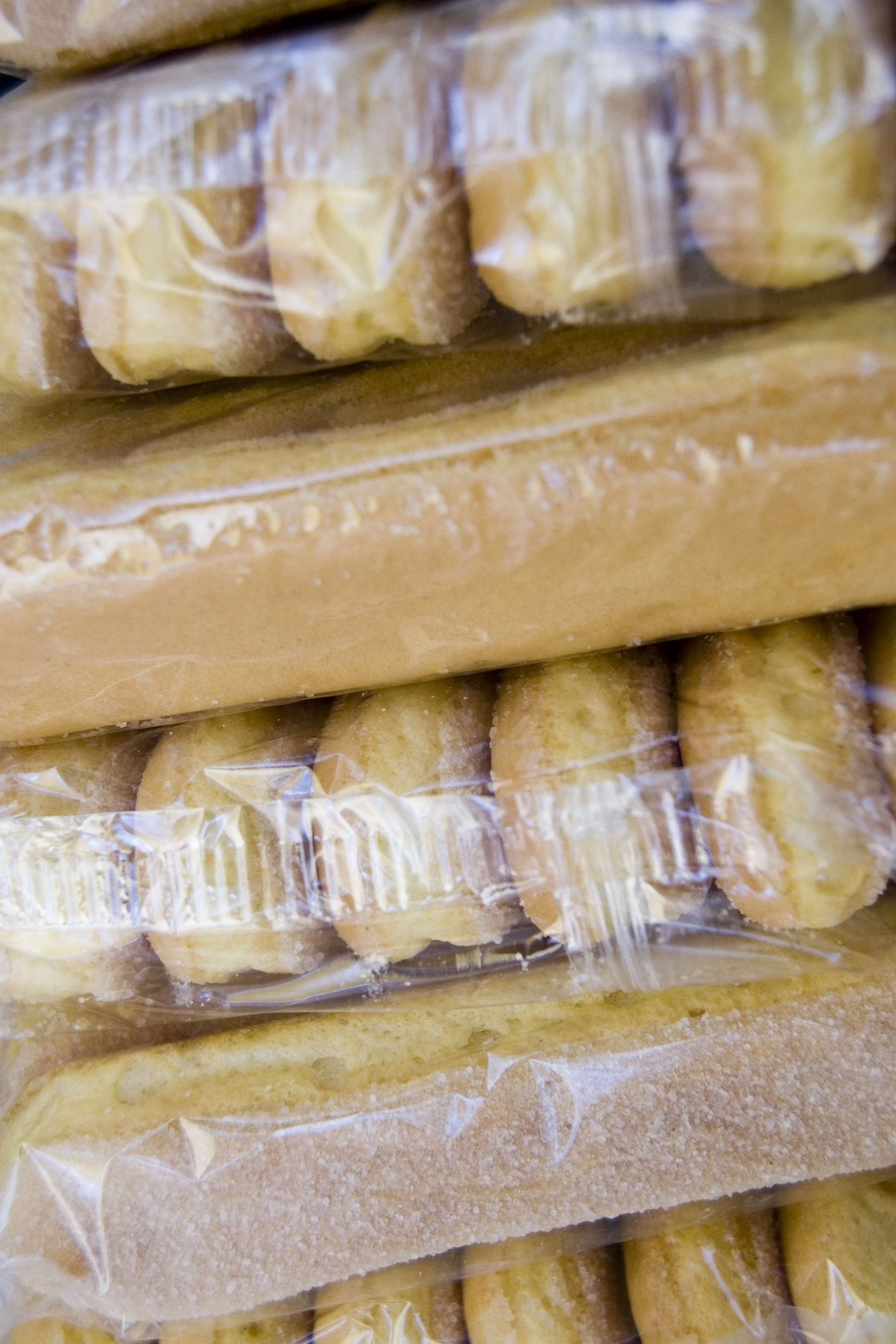
Balení cukrářských piškotů

Speciální cukrářské piškoty mají tvar podobný lékařské špachtli (anglický název ladyfingers je připodobňuje k dámským prstům). Jejich italský název savoiardi pochází od jména kraje Savojsko. Tam je nechal vévoda savojský kolem roku 1350 poprvé vyrobit u příležitosti návštěvy francouzského krále.
Jejich základní využití je do sladkých dortů a pohárů, často pro dekorační účely. Známým dezertem s použitím piškotů je italské tiramisu, mohou být také základem pro další italský dezert – zuccotto. Často se využívají na výrobě nepečených tvarohových dortů.

## Dětské piškoty
Piškoty kruhového tvaru se vyrábějí od 20. století.
Dětské piškoty jsou vyráběny z pšeničné mouky a slazené vaječné melanže, které dohromady tvoří směs zvané piškotové těsto. Používají se hlavně jako výživa pro malé děti od tří let.
Nejčastěji mají kruhovitý tvar o průměru okolo 3,5 centimetru s jednou stranou, která je plochá, a druhou vyklenutou. O větší oblibu u dětí se snaží piškoty v jiných tvarech (tváře zvířat). Vyrábějí se ve dvou základních chutích, kromě tradičních bílých piškotů existují i tmavé kakaové.
Dětské piškoty se často používají jako náhrada cukrářských piškotů, protože jsou snadněji dostupné. Kvůli svému tvaru jsou vhodnější než cukrářské piškoty pro výrobu vánočního cukroví známého pod názvem vosí hnízda. Někde se často jako náhrada cukroví slepují dva piškoty rovnou stranou k sobě pomocí marmelády anebo krému. Velké oblibě se však těší i jejich obyčejná konzumace samotně (bez jakéhokoliv doplňku) rovnou z balení.
Piškoty jsou energeticky poměrně bohaté (okolo 1 670 kJ/100 g) a tak se nedají považovat za dietní doplněk stravy.
Existují bezlepkové verze piškotů, obvykle vyrobené z kukuřičné mouky, příp. s dalšími ingrediencemi (rýžová mouka, guarová mouka…).
V některých zemích, zejména Spojených státech, jsou jejich nejbližším ekvivalentem „Vanilla wafers“.

## Čokopiškoty
V posledních letech[kdy?] se na českém trhu prosadily piškoty s vrstvou ovocného želé překrytou čokoládou, zvané též čokopiškoty (ve světě známé jako Jaffa cakes nebo PiM's). Jde o piškoty obvykle větších rozměrů (průměr až 8 cm) potřené nejčastěji ovocnou marmeládou a polité čokoládou. Piškot může být i krémový nebo čokoládový.

## Alternativní použití
Jako alternativní krmivo se dětské piškoty občas používají pro domácí zvířata.

## Průmyslová výroba
Piškoty se vyrábějí smícháním ingrediencí a následném umístění piškotového těsta na plech, který prochází pecí. V peci dochází k upečení těsta a vzniku piškotů.
Dnes jsou piškoty vyráběny v Česku několika firmami. Výroba nejznámějších piškotů Opavia se v roce 2015 přesunula do Polska, což spolu se zásadní změnou chuti a vzhledu vyvolalo velice negativní ohlasy.